# 藤田至孝
藤田 至孝（ふじた よしたか、1929年11月27日 - ）は、日本の経営学者、亜細亜大学名誉教授。
福島県東白川郡矢祭町出身。東京高等師範学校卒、教師を経て慶應義塾大学経済学部卒、1955年アメリカ銀行東京支店勤務、1960年日経連勤務、労務管理課長。1967年慶大大学院経済学博士課程満期退学。イリノイ大学大学院修士課程修了。1972年亜細亜大学経済学部助教授、1977年教授。経済学部長、1998年定年、名誉教授、平成国際大学教授。2005年退任。

## 著書
- 『アメリカ版仕事ぶり・暮しぶり 高能率・繁栄の社会』林書店 1966
- 『ガイドポスト賃金政策 新しい賃金決定方式』ダイヤモンド社 1967
- 『賃金管理の基礎知識 低成長時代の賃金理論と実際』日本経営出版会 新・賃金実務体系 1976
- 『企業環境の変貌と産業福祉』日本労働協会 1977
- 『新時代の賃金・福祉 働く者の理論ととりくみ』民主社会主義研究会議 民社研叢書 1977
- 『生涯総合福祉プラン その理論と設計 21世紀の労使関係』産業労働調査所 1983
- 『激動下の賃金・福祉』泉文堂 新・現代人事労務シリーズ 1986
- 『これからの職場における総合福祉 健康づくりから共済・財形まで』ぎょうせい 新時代の人事・労務講座 1990
- 『賃金・退職金・年金』日本労働研究機構 労働通信教育講座 専門<労務管理>コース 1993職域福利』日本労働研究機構 テキストシリーズ 2003

### 共編著
- 『賃金分配の新しい在り方 経済成長,生産性・物価』丸尾直美共著 ダイヤモンド社 1964
- 『支払能力と適正賃金』丸尾直美共著 林書店 1966
- 『企業と労使関係』石田英夫共著 筑摩書房 経営学全集 1970
- 『企業内福祉と社会保障』塩野谷祐一共編 東京大学出版会 1997
- 『企業福祉』楠田丘編 藤田著 新日本法規出版 新しい人事・労務管理システム 21世紀に向けて 1982

### 翻訳
- A.ションフィールド『成長と安定の経済政策 英国労働党と保守党の政策』加藤寛, 丸尾直美共訳 理想社 1961
- マイケル・キドロン『現代の欧米資本主義』丸尾直美共訳 経済往来社 1968